# Стара Ладога
Стара Ладога е древно селище, населявано от викинги, руси и други народи. След втората половина на VII век – първата половина на IX век населеното място става главен център на обединението на славянски и финландски племена – предшественик на ранната Владимирска Рус (1169 – 1380). Мястото е било населявано от скандинавски племена и викинги. Мястото преди 839 г. става център на (Киевска рус) Руския хаганат. Фактът, че населеното място е било столица на държавата на северните руси, се потвърждава от Йоакимовския летопис, Новгородските хроники от XV век, „Приказки за Слове и Рус и град Словенск“ от XVII век и други. Първата каменна крепост от русите е построена в края на 862 г. През 1114 г. се построява нова каменна крепост от Посадник Посад. Стените ѝ са били високи до 8 метра и дебели около 3 метра в основата. По това време Ладога е голям търговски град, панаирите са шумни, занаятите и търговията процъфтяват. Крепостта няколко пъти е била нападана от шведски племена. През 1313 г. нападението на шведите е било отблъснато от новгородската армия.
- Крепостта Стара Лагода
- Юбилейна монета, посветена на крепостта
- Общ изглед
- Вратата на крепостта